# Cồn Quy
Cồn Quy còn có tên gọi khác là Cồn Cát thuộc địa bàn hai xã Tân Thạch và Quới Sơn, huyện Châu Thành, tỉnh Bến Tre, Việt Nam.

## Giới thiệu sơ lược

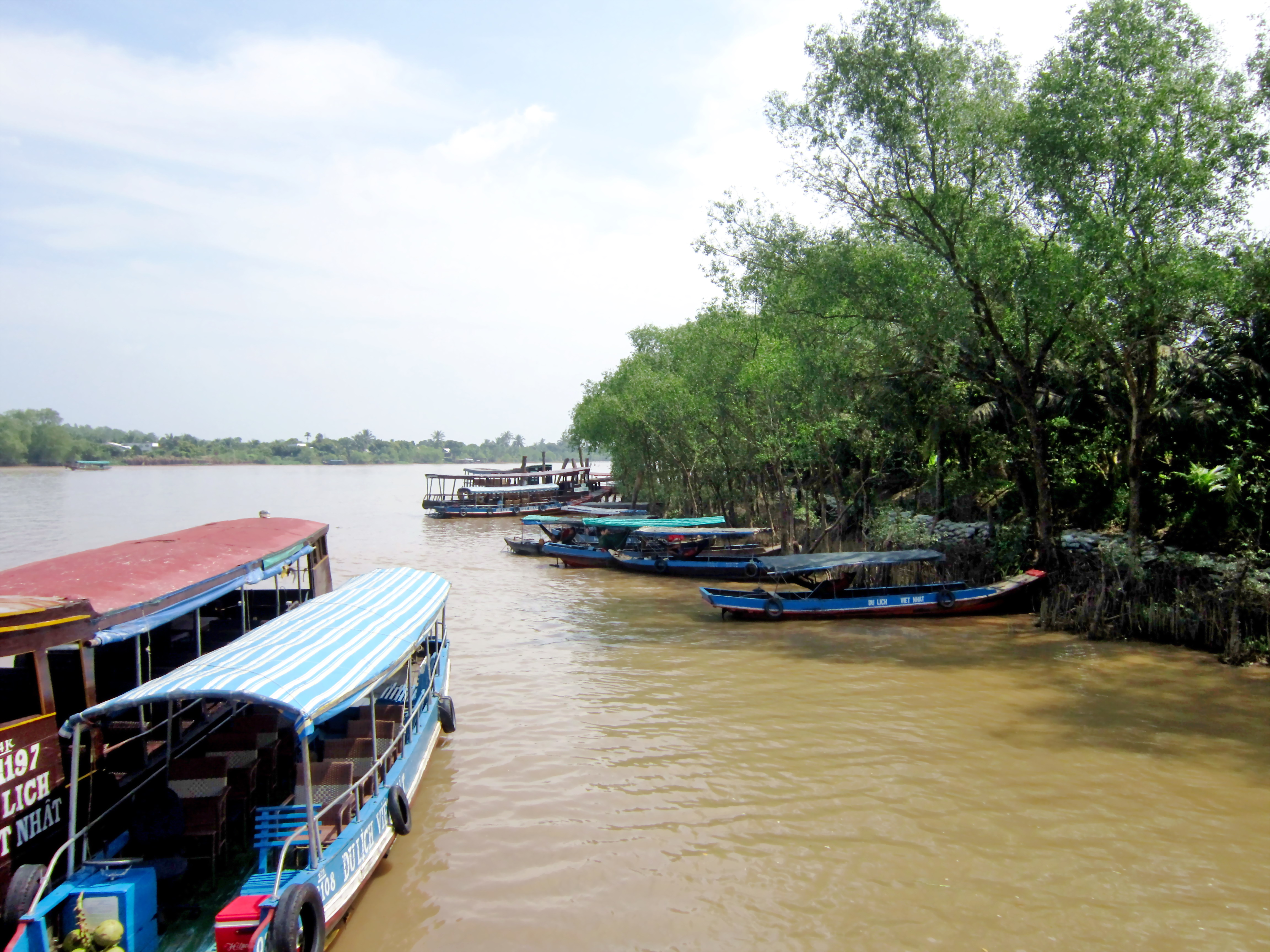
Tàu du lịch cặp bến cồn Quy trên sông Mỹ Tho

Đây là một trong bốn cồn nằm trên sông Mỹ Tho (một đoạn của sông Tiền) được đặt theo quan niệm tứ linh mang điềm an lành hạnh phúc là: long, lân, quy, phụng. Cồn Rồng là "long", cồn Thới Sơn là "lân", cồn Cát là "quy", và cồn Tân Vinh là "phụng". Cách trung tâm thành phố Bến Tre 22 km theo đường sông.
Cồn Quy có lịch sử hình thành trên trăm năm. Thuở xa xưa, cồn chỉ là mỏm đất hoang vu, cỏ cây rậm rạp, không ai cất nhà ở và chưa ai khai phá. Người ta bắt đầu khai phá cồn từ những năm 1950. Giữa Cồn có một nhà thờ Tin Lành do tiền nhân hồi khai hoang lập đất đã dựng nên.

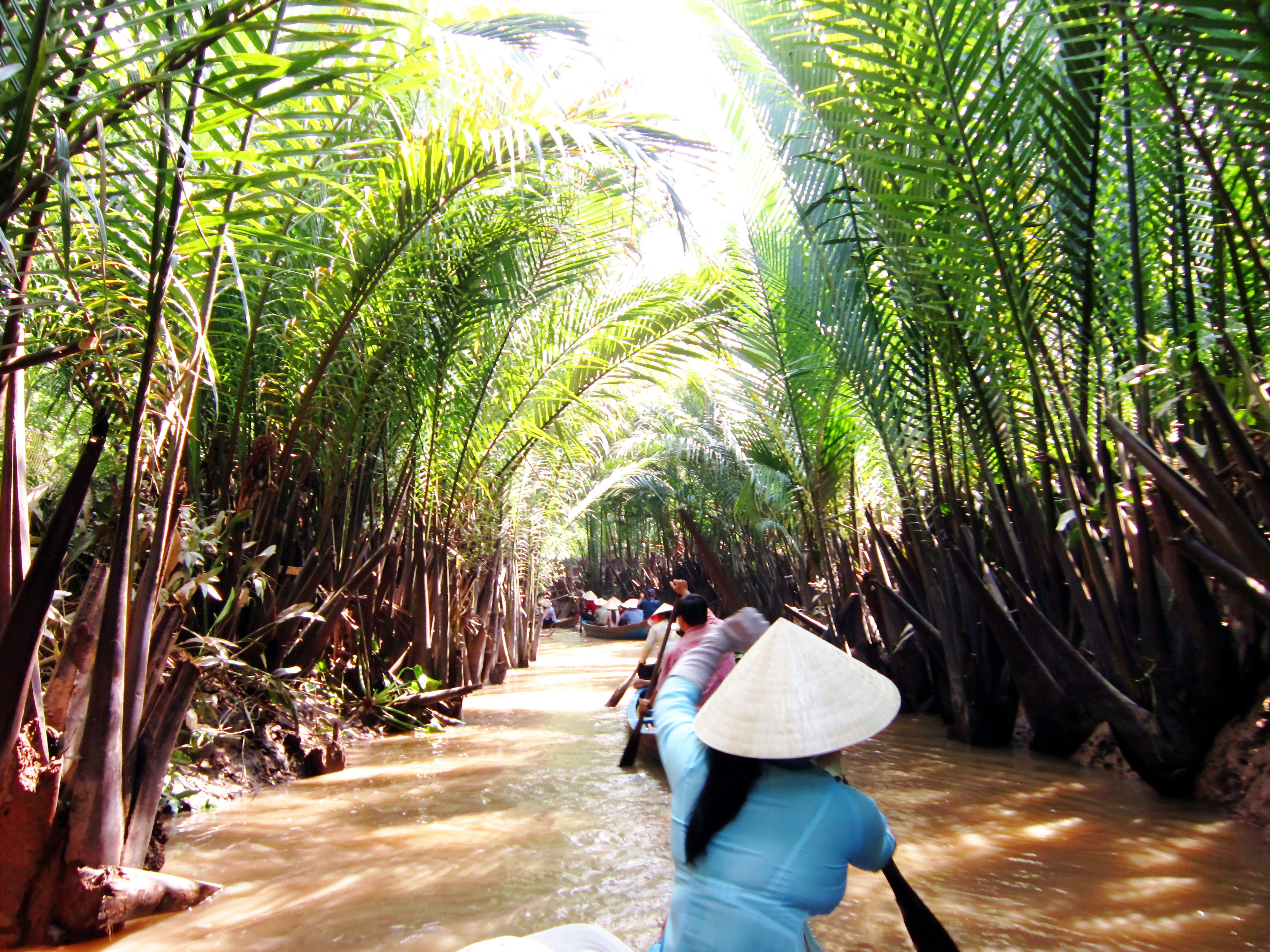
Chèo xuồng đưa du khách đi tham quan cồn Quy

Ban đầu, cồn Quy có diện tích khoảng 60 - 70 ha, đến nay do bồi đắp tự nhiên, diện tích cồn đã lên đến 170 ha. Hàng năm, nhờ phù sa bồi đắp nên Cồn Qui ngày càng được mở rộng, ngày càng có nhiều hộ dân đến đây sinh sống và khai thác đất trồng hoa màu và các loại cây ăn trái có tiếng như: nhãn (nhiều và nổi tiếng nhất), hồng xiêm, bưởi, cam, xoài, mít tố nữ, v.v...
Năm 1998, toàn bộ đất vườn cồn Quy đã xây dựng hoàn chỉnh hệ thống đê bao khép kín, nhờ vậy mỗi năm đến mùa lũ, các vườn cây không còn bị ngập nước, khiến cây chết và thất mùa.
Ngoài nghề làm vườn, làm kẹo dừa (đặc sản của tỉnh); những năm gần đây, người dân cồn Quy còn có nghề chăn nuôi: nuôi heo rừng, nuôi ong lấy mật... Ong cồn Quy chắt mật từ hoa nhãn nên cho mật có vị đậm đà riêng.
Đến cồn Quy, ngoài việc thưởng thức các món ăn ngon mang đậm chất vùng miền, du khách còn được đưa đi tham quan bằng xuồng, được mời dùng các loại trái cây tươi và nghe ca cổ (vọng cổ, các điệu lý), v.v...

## Một vài hình ảnh

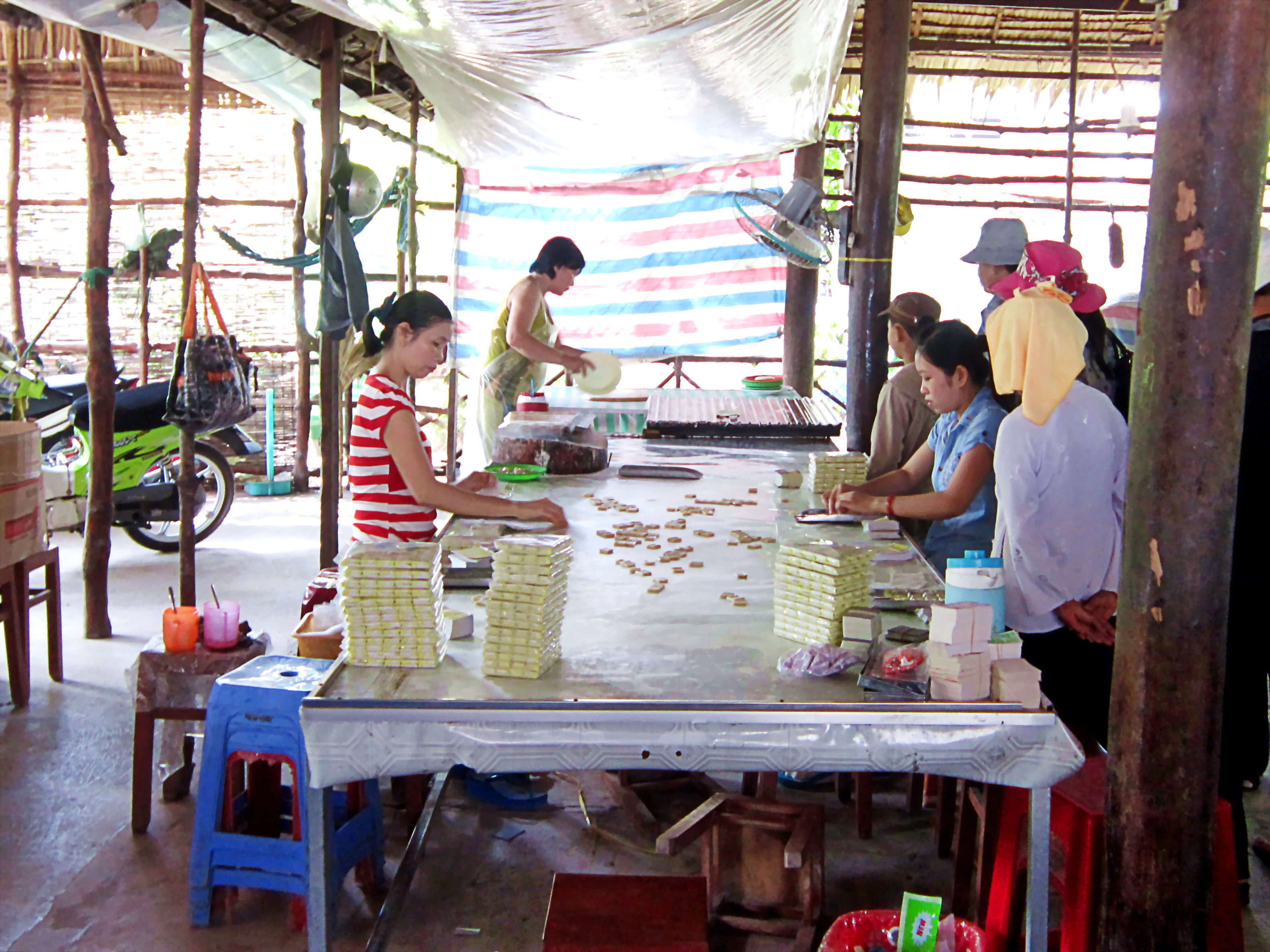
Trong một cơ sở sản xuất kẹo dừa trên cồn Quy
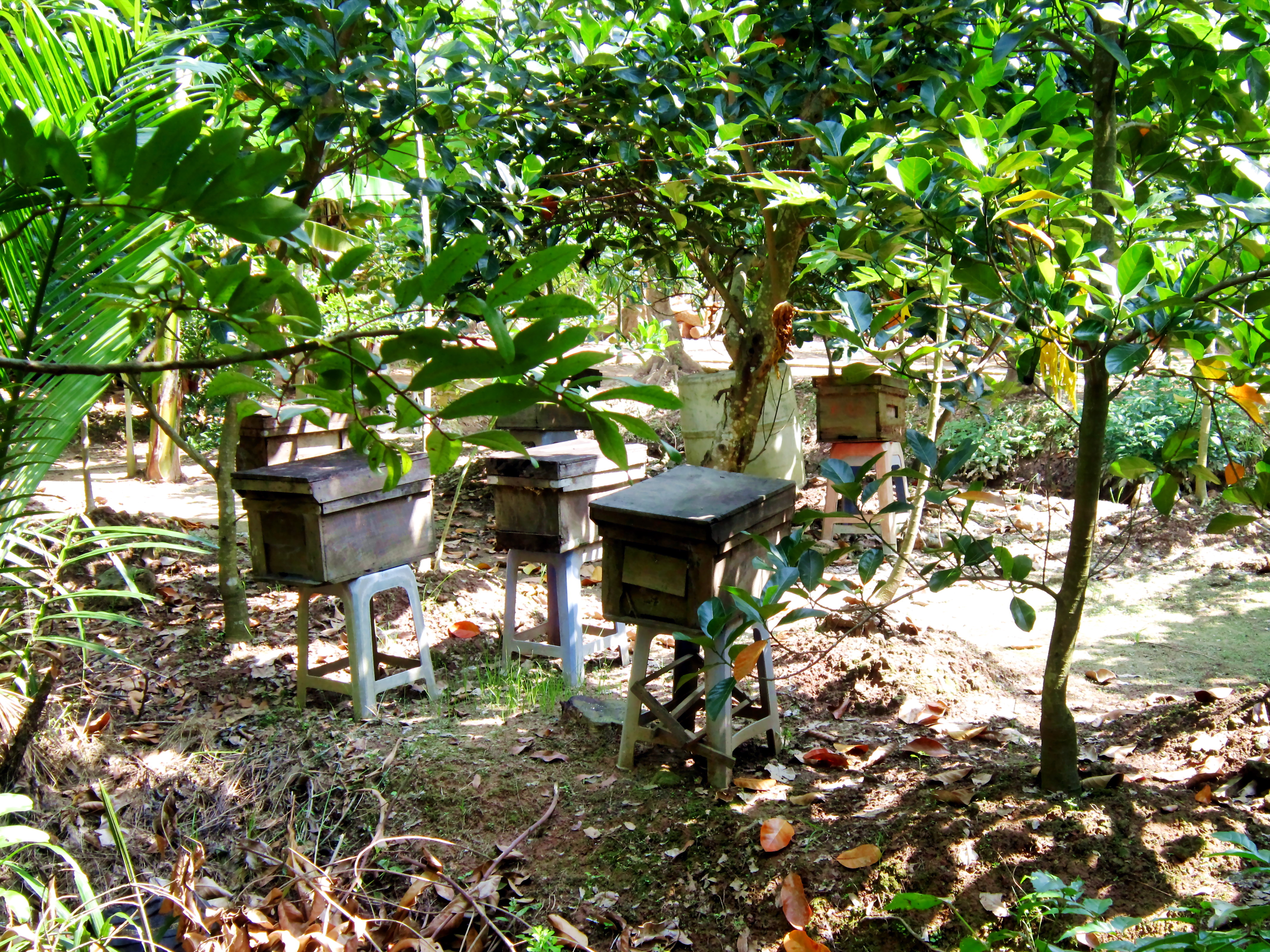
Nuôi ong lấy mật ở cồn Quy
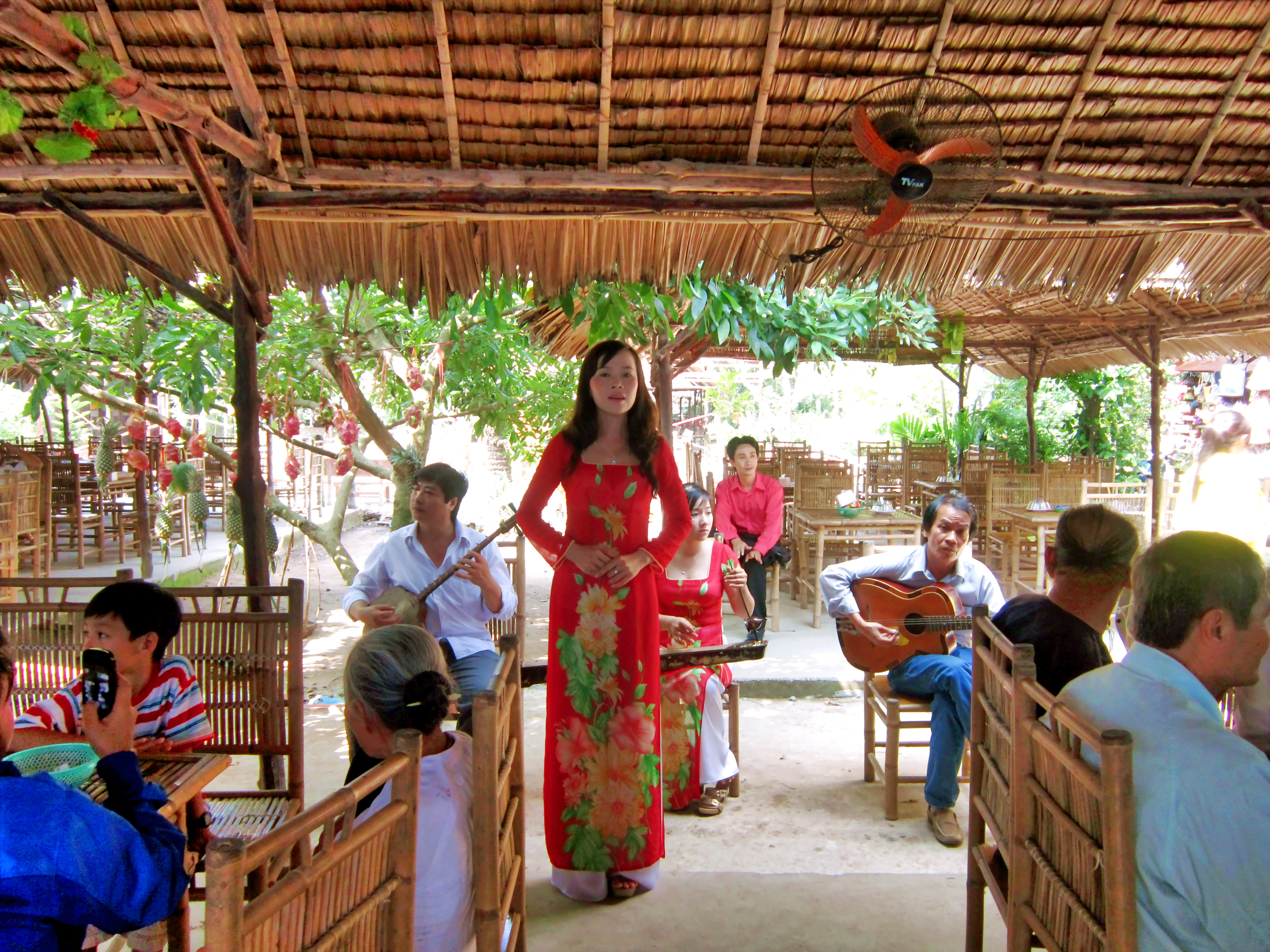
Du khách vừa ăn trái cây tươi, vừa nghe ca cổ